# Katedra Najświętszej Maryi Panny i św. Anny w Corku
Katedra Najświętszej Maryi Panny i Świętej Anny w Corku (ang. Cathedral of St. Mary and St Anne, irl. Ardeaglais Naomh Muire) - główna świątynia diecezji Cork-Ross kościoła rzymskokatolickiego w Irlandii. Została wybudowana w 1808 w stylu neogotyckim. Po spaleniu w 1820, została odbudowana w 1828. Od 1958 siedziba biskupa Corku i Ross. Mieści się przy ulicy Roman Street.